# Martín Kouyoumdjian
Martín Kouyoumdjian (* 7. März 2003 in Santiago de Chile) ist ein chilenischer Sprinter, der sich auf die 400-Meter-Distanz spezialisiert hat.

## Sportliche Laufbahn
Erste internationale Erfahrungen sammelte Martín Kouyoumdjian im Jahr 2021, als er bei den U20-Südamerikameisterschaften in Lima in 48,90 s die Bronzemedaille im 400-Meter-Lauf gewann und mit der chilenischen 4-mal-400-Meter-Staffel in 3:19,46 min den vierten Platz belegte. Im Jahr darauf schied er bei den U20-Weltmeisterschaften in Cali mit 46,69 s im Halbfinale über 400 Meter aus und im Oktober belegte er bei den Südamerikaspielen in Asunción in 3:10,00 min den vierten Platz im Staffelbewerb. 2023 gewann er bei den Panamerikanischen Spielen in Santiago de Chile in 46,58 s die Bronzemedaille über 400 Meter hinter dem Brasilianer Lucas Vilar und Luis Avilés aus Mexiko. Zudem gelangte er mit der Staffel mit 3:12,40 min auf Rang sieben. Im selben Jahr begann er ein Studium an der University of Texas at San Antonio in den Vereinigten Staaten. Im Jahr darauf gewann er bei den U23-Südamerikameisterschaften in Bucaramanga in 46,95 s die Bronzemedaille über 400 Meter hinter dem Kolumbianer Daniel Santiago und Jádson Lima aus Brasilien und belegte im Staffelbewerb in 3:12,98 min den vierten Platz. 
2023 wurde Kouyoumdjian chilenischer Meister im 200- und 400-Meter-Lauf.

## Persönliche Bestleistungen
- 200 Meter: 20,85 s (+0,3 m/s), 28. Mai 2023 in Santiago de Chile
- 400 Meter: 46,35 s, 15. April 2023 in Santiago de Chile
  - 400 Meter (Halle): 47,71 s, 10. Februar 2024 in Albuquerque (chilenischer Rekord)